# Long Compton
Long Compton est un village et une paroisse civile du Warwickshire, en Angleterre.